# Alioșa Karamazov
Alioșa Karamazov (Alexei Feodorovici Karamazov) este unul dintre protagoniștii romanului Frații Karamazov al lui Fiodor Dostoievski.
Sfântul său patron onomastic este Alexie, omul lui Dumnezeu.